# هتل فرانکلین
هتل فرانکلین (به انگلیسی: Franklin Hotel) یک هتل ۵ ستاره با خدمات سطح بالای لوکس در شهر لندن در انگلستان است. این هتل در نایتسبریج قرار دارد. هتل فرانکلین در سال ۲۰۰۹ برای نوسازی بسته شد و در سال ۲۰۱۶ دوباره افتتاح گردید.